# Stephanoprora pseudoechinata
Stephanoprora pseudoechinata är en plattmaskart. Stephanoprora pseudoechinata ingår i släktet Stephanoprora och familjen Echinostomatidae. Inga underarter finns listade i Catalogue of Life.